# Arctanh

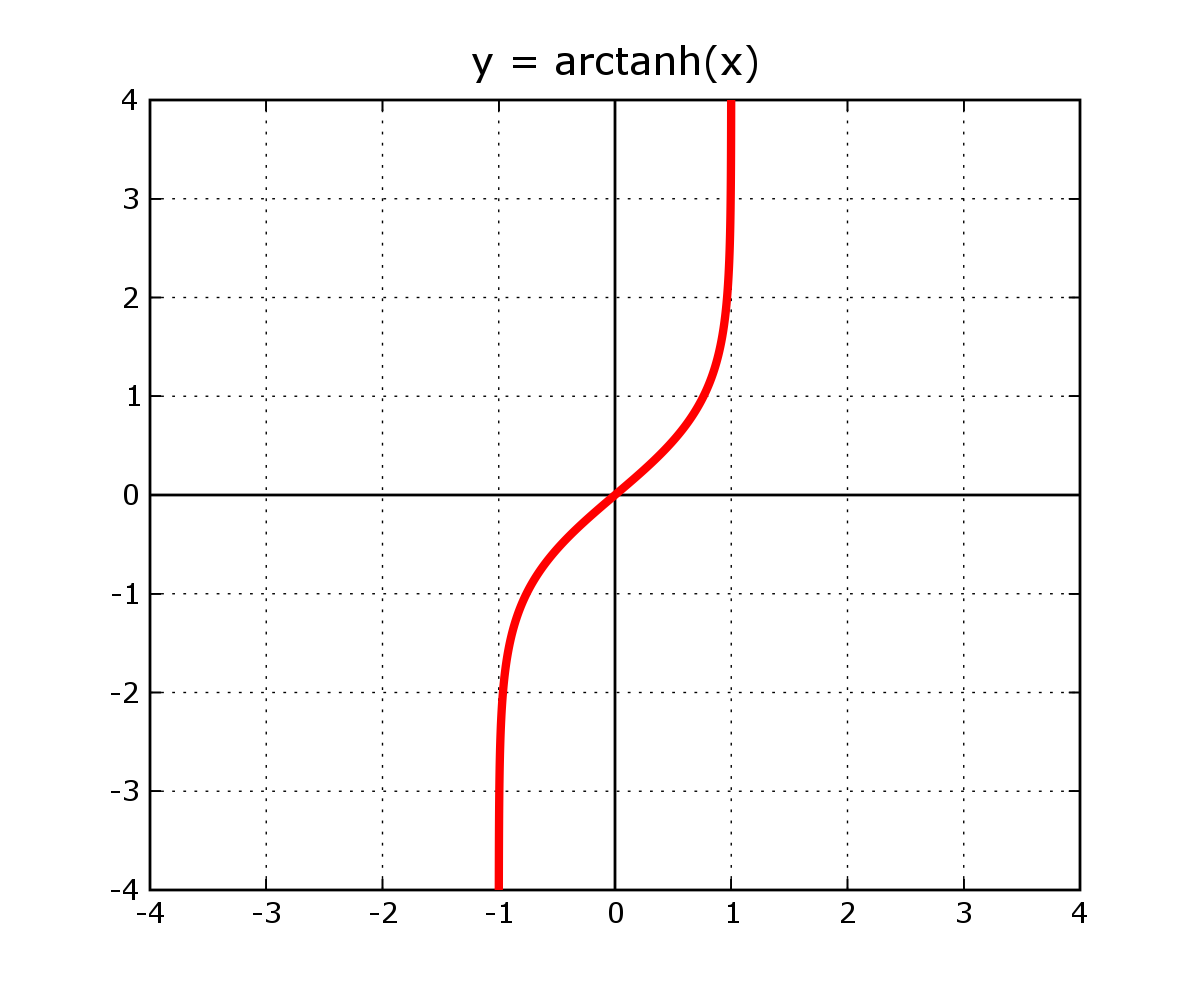
Graf av funktionen y = tanh^{-1}(x).

Den inversa hyperboliska tangenten (area tangens hyperbolicus, oftast betecknad artanh, arctanh, atanh eller tanh-1) är en matematisk funktion, definierad som inversen till den hyperboliska tangenten. Dess värde ges av
{\displaystyle \tanh ^{-1}\,z={\frac {1}{2}}\ln {\frac {1+z}{1-z}}.}
För reella tal är funktionen definierad i intervallet (-1, 1), där den är monotont växande.

## Identiteter och egenskaper
Att funktionen är invers till den hyperboliska tangenten innebär att
{\displaystyle \tanh ^{-1}(\tanh {z})=z\,\!}
Den är en udda funktion:
{\displaystyle \tanh ^{-1}x=-\tanh ^{-1}(-x)\,\!}
Den har följande Maclaurinserie:
{\displaystyle \tanh ^{-1}z=z+{\frac {1}{3}}z^{3}+{\frac {1}{5}}z^{5}+{\frac {1}{7}}z^{7}+\cdots }
Den inversa hyperboliska tangenten har derivatan
{\displaystyle D\tanh ^{-1}z={\frac {1}{1-z^{2}}}}
vars enkla form gör att funktionen ibland dyker upp i integraler. Den obestämda integralen till funktionen själv ges av
{\displaystyle \int \tanh ^{-1}z\,dz=z\tanh ^{-1}z+{\frac {1}{2}}\log(1-z^{2})+C.}

## Tillämpningar
Den inversa hyperboliska tangenten är relaterad till logaritmen av 2 genom att
{\displaystyle \ln 2=2\tanh ^{-1}{\frac {1}{3}}=\tanh ^{-1}{\frac {6}{10}}.}
Analogt med Machins formel för π som bygger på den trigonometriska inversa tangenten, kan man härleda formler som får funktionens Maclaurinserie att konvergera mycket snabbt, och därmed gör det möjligt att effektivt beräkna ett stort antal siffror av logaritmen av 2. Gourdon och Sebah (2001) ger flera sådana formler, däribland
{\displaystyle \ln 2=72\tanh ^{-1}{\frac {1}{127}}+54\tanh ^{-1}{\frac {1}{449}}+34\tanh ^{-1}{\frac {1}{4801}}-10\tanh ^{-1}{\frac {1}{8749}}}.

## Numeriska värden
| z   | tanh−1(z)              |
| --- | ---------------------- |
| 0   | 0                      |
| 0,1 | 0,10033534773107558064 |
| 0,2 | 0,20273255405408219099 |
| 0,3 | 0,30951960420311171547 |
| 0,4 | 0,42364893019360180686 |
| 0,5 | 0,54930614433405484570 |
| 0,6 | 0,69314718055994530942 |
| 0,7 | 0,86730052769405319443 |
| 0,8 | 1,0986122886681096914  |
| 0,9 | 1,4722194895832202300  |